# Japanomesosa poecila
Japanomesosa poecila – gatunek chrząszcza z rodziny kózkowatych i podrodziny zgrzypikowych. Jedyny przedstawiciel rodzaju Japanomesosa.

## Zasięg występowania
Gatunek ten występuje w Japonii.